# Wuta Mayi
Wuta Mayi plus connu sous le nom de Gaspard Wuta Mayi est un artiste musicien, chanteur et compositeur congolais de rumba et soukous, né le 3 août 1949 à Kinshasa.

## Carrière musicale

### Début de la carrière professionnelle
Wuta Mayi commence sa carrière professionnelle en tant que chanteur dans le groupe orchestre Bamboula en 1968. Le groupe a été créé la même année en novembre par le guitariste Papa Noël; et un autre membre du groupe était Bopol Mansiamina. Bopol avait même âge que Wuta Mayi, tous deux débutèrent leur carrière professionnelle après le lycée. Ce fut alors un le début d'une relation musicale collaborative de plusieurs décennies entre les deux. Les autres membres du groupe étaient Aime Kiwakana (en), Pires et Tino Mwinkwa comme chanteurs, le saxophoniste Jeff Lunam et Mangenza, ainsi que Madilu System, Pepe Kalle et Bozi Boziana. L'orchestre Bamboula a fait ses débuts en février 1969 dans la ville de Limete. La même année, le groupe a remporté le concours parmi les meilleurs groupes du pays pour représenter la République démocratique du Congo au première Festival panafricain de la culture à Alger en Algérie. De retour d'Alger, le groupe a perdu des personnes et s'est cependant séparé.
Wuta Mayi a été ensuite membre de plusieurs groupes, tels que Rock'a Mambo (en) et l'orchestre Continental. Il a fondé ce dernier en 1971 avec Bopol et Tino Mwinkwa de Bamboula, ainsi que d'autres musiciens dont Josky Kiambukuta et Serpent Kabamba.

### TP OK Jazz
En 1974, Wuta Mayi quitte l'Orchestre Continental et rejoint l'orchestre TP OK Jazz de Franco Luambo, après une invitation relayée par Josky Kuambukuta. Il a presté avec le groupe TP OK Jazz jusqu'en 1982 et l'a quitté avant la mort de Franco Luambo.
Le TP OK Jazz avait à cette époque des chanteurs tels que Josky Kuambukuta, Michel Boyibanda (en), Youlou Mabiala, Ndombe Opetum et Aime Kiwakana. Wuta Mayi a composé un certain nombre de chansons lors de son parcours pendant huit ans au sein du groupe TP OK Jazz : Melou (1975), Basala vie (1978), Ayant droit, Moleka, Beyou (1980) et Tuti (1981).

### Carrière solo, Les Quatre Etoiles et autres groupes
Wuta Mayi part en 1982 à Paris pour des raisons médicales. Il décide d'y rester après une invitation d'enregistrer un album par trois de ses amis Bopol, Nyboma et Syran Mbenza déjà installés à Paris. Ils enregistrent 4 Grandes Vedettes de la Musique Africaine, qui sort en 1983 et qui sera considéré plus tard le premier disque du groupe qu'ils ont formé : Les Quatre Etoiles (en).
Entre cette date et 1993, en plus d’enregistrer et de jouer avec Les Quatre Etoiles, Wuta Mayi a sorti six albums solos et ainsi qu'un album crédité à lui et au guitariste congolais  Dino Vangu. Wuta Mayi a contribué également à de nombreux autres disques.
Au milieu des années 1990 avec Papa Noël, Bopol et autres musiciens, il a formé le groupe Odemba, cependant le groupe n'a pas réussi à se lancer pleinement faute des fonds.
Au des années 2000, Wuta Mayi, Nyboma, Syran Mbenza, Papa Noël, Djeskain Loko Massengo, Sammy Bumba Massa et Jean-Papy Ramazani forment le groupe Kékélé qui a fait de nombreuses tournées en Europe et en Amérique du Nord.
En 2019, plus de 25 ans après son précédent album solo et plus de 50 ans après avoir commencé sa carrière musicale professionnelle, Wuta Mayi a publié un nouvel album solo, La Face Cachée, qui a reçu des critiques positives.